# Chotyně
Chotyně là một làng thuộc huyện Liberec, vùng Liberecký, Cộng hòa Séc.